# زیردریایی یو-۱۰۲۳
زیردریایی یو-۱۰۲۳ (به انگلیسی: German submarine U-1023) یک زیردریایی بود که طول آن ۶۷٫۱۰ متر (۲۲۰ فوت ۲ اینچ) بود. این زیردریایی در سال ۱۹۴۴ ساخته شد.